# Chen Cao
Chen Cao est un personnage de fiction créé par le romancier  chinois Qiu Xiaolong. Il est inspecteur de la police de Shanghai. 

## Biographie fictive
Chen Cao (prononcer Tch'en Ts'ao) est adolescent pendant la Révolution culturelle (1966-1976), où il apprend l'anglais en cachette. Après des études littéraires, il est nommé dans un commissariat à Shanghai, la ville de naissance de son créateur Qiu Xiaolong. Ce dernier quitte la Chine en 1989 pour vivre aux États-Unis. Son personnage Chen Cao, resté en Chine, est un flic-poète, traducteur de T. S. Eliot. Ses passe-temps lui valent les railleries de sa hiérarchie. Toutefois cette culture littéraire lui donne « l'ironie, le recul et la finesse nécessaires à ses missions ».
Quand  l'inspecteur Chen Cao tente de résoudre des affaires criminelles, il apparaît un subtil équilibre entre son travail, sa passion pour la poésie, le Parti communiste chinois et une vie amoureuse toujours aussi tulmutueuse. « Son grand front, ses yeux perçants, son expression intelligente le font ressembler plus à un érudit qu'à un policier ».
Son partenaire est Yu Guangming, un anti-Dr. Watson, un traditionaliste d'une allure souvent sale. Yu est aussi son protecteur car il sait comment le système fonctionne et il lui permet d'éviter les pièges politiques. En effet Chen Cao est confronté aux luttes politiques « dans un Shanghai où la spéculation immobilière bat son plein, tout comme la corruption ».
En 2016, Qiu Xiaolong fait paraître un recueil des poèmes de l'inspecteur Chen sous le titre Poems of Inspector Chen (non traduit en français).
En 2019, Qiu Xiaolong publie Une enquête du vénérable juge TI attribuée à l'inspecteur Chen Cao (The Shadow of the Empire), un roman policier historique ayant pour héros le célèbre juge Ti qui aurait été écrit par l'inspecteur Chen.

## SérieChen Cao
Ce personnage apparait dans douze romans de Qiu Xiaolong.
1. Mort d'une héroïne rouge, Liana Levi, 2001 ((en) Death of a Red Heroine, 2000)
2. Visa pour Shanghaï, Liana Levi, 2003 ((en) A Loyal Character Dancer, 2000)
3. Encres de Chine[6], Liana Levi, 2004 ((en) When Red Is Black, 2004)
4. Le Très Corruptible Mandarin[7], Liana Levi, 2006 ((en) A Case of Two Cities, 2006)
5. De soie et de sang, Liana Levi, 2007 ((en) Red Mandarin Dress, 2007)
6. La Danseuse de Mao, Liana Levi, 2008 ((en) The Mao Case, 2009)
7. Les Courants fourbes du lac Tai[8], Liana Levi, 2010 ((en) Don’t Cry, Tai Lake, 2012)
8. Cyber China[9], Liana Levi, 2012 ((en) Enigma of China, 2013)
9. Dragon bleu, tigre blanc, Liana Levi, 2014 ((en) Shanghai Redemption, 2013)
10. Il était une fois l'inspecteur Chen, Liana Levi, 2016 ((en) Becoming Inspector Chen, 2015), trad. Adélaïde Pralon
11. Chine retiens ton souffle, Liana Levi, 2019 ((en) Hold Your Breath, China, 2019), trad. Adélaïde Pralon
12. Un dîner chez Min, Liana Levi, 2022 ((en) Inspector Chen and the Private Kitchen Murder, 2021), trad. Adélaïde Pralon